# Legnanói csata
A legnanói csata 1176. május 29-én zajlott le a Milánótól 30 km-rel északnyugatra lévő Legnano mellett I. Barbarossa Frigyes és a Lombard Liga seregei között. A csata I. Frigyes vereségével végződött, és döntő jelentőséggel bírt az észak-itáliai városok és a Német-római Császárság közötti hosszú küzdelemben. A hadtörténet az ütközetet a polgári seregeknek a lovagseregek fölött aratott első győzelmeként tartja számon. A felek között létrejött eltolódás az erőviszonyokban hatéves fegyverszünethez, a városi önkormányzatok újjáalakulásához, a III. Sándor pápának kedvező velencei békeszerződéshez (a császár nyilvános meghódolásához a pápa előtt) vezetett. Ugyanakkor a csata utáni helyzet lehetővé tette I. Barbarossa Frigyesnek, hogy leszámoljon a birodalmon belüli legfőbb ellenlábasával, Oroszlán Henrik bajor herceggel, aki megtagadta a támogatást a császártól az ötödik itáliai hadjáratában, s ezzel hozzájárult a legnanói döntő ütközet elvesztéséhez.

## Előzmények
Barbarossa Frigyes német királlyá koronázása (1152) után a legnanói csata bekövetkeztéig már négy itáliai hadjáratot vezetett. Ezek céljai között mindig szerepelt az észak-itáliai városok feletti fennhatóság megszerzése, megtartása és visszaszerzése. A Lombard Liga megalakulásáig – melynek létrehozásában III. Sándor pápa is szerepet játszott – az észak-itáliai városok gyakran egymással is csatároztak és I. Frigyestől kértek segítséget az ellenféllel szemben, illetve Frigyest kérték fel döntőbírónak. A lombard városok szövetsége, kiegészülve Cremonával és Velencével (1167) már megakadályozta I. Frigyes sikerét a negyedik itáliai hadjáratában. Bár a kudarc részben a seregben kitört járványnak is köszönhető volt. Miután Barbarossa Frigyes a Német-római Császárságon belül ismét sikerrel gyűrte le a feudális anarchiát, elég erősnek érezte magát, hogy újfent visszaszerezze a fennhatóságot Észak-Itália felett is. Így indította meg az ötödik itáliai hadjáratot 1174-ben.

## A csata
A legnanói csata tulajdonképpen egy helyi epizódnak minősíthető eseményből fejlődött ki. I. Barbarossa Frigyes a csapatait egy rövidebb pihenőre a Legnano melletti Seprióban helyezte el. A környék parasztjai azonban fegyvert ragadtak, és a hajnali szürkületben rávetették magukat a messze lentebb fekvő Borsanóban táborozó császári előőrsre. Röviddel ezután a császár személyesen a lovasságával az események helyszínére sietett. A legnanói parasztok visszahúzódtak az ökrök vontatta szekereik mögé, melyek közül az egyiken a mai csapatzászlóknak megfelelő hadi jelvényük (hadi szentségük) volt. Mialatt a parasztok a császári lovasságot nem tudták feltartóztatni és részben Milánó felé menekültek, addig a maradék gyalogság és a kisszámú, helyi lovasság falanxszerűen felállt. A császári csapatok az első sorokat brutálisan legázolták, ezután a lombardokban mégis felébredt a dacos, harci szellem, ami arra sarkallta őket, hogy a teljes megsemmisülésig harcoljanak megadás nélkül. De időközben megérkezett a friss gyalogság és bekapcsolódtak a küzdelembe Brescia és Milánó legjobb lovasai is. Ezek ragadták el a megelőző délutánon a császári sereg zászlaját. A döntő csapást Brescia lovassága mérte a császári seregre, amikor megölték a császári felségjelek hordozóját és menekülésre kényszerítették a császárt, akit a lova ledobott, s ez tovább növelte a zavart a németek között. Az eset elbizonytalanította a császári sereget és az elején még a németek javára eldőlni látszó csata menete megfordult. A császár csapatai Tessin irányába menekültek.

## Következmények
Az 1183-ban megkötött konstanzi békében I. Barbaross Frigyes elismerte  a lombard városok belső autonómiáját, akik cserében elfogadták a császár formális főhatóságát. 